# Pannlappen
Pannlappen är en sjö i Säters kommun i Dalarna och ingår i Norrströms huvudavrinningsområde.